# چنار عرب‌ها
چنار شرق یا چنار عرب‌ها روستایی از توابع بخش مرکزی شهرستان دماوند در استان تهران ایران است.

## جمعیت
این روستا در دهستان تاررود قرار دارد جمعیت این روستا بر اساس سرشماری سال ۹۰ دارای ۲۵۶ نفر و در حال حاضر بیش از ۶۰۰ نفر ساکن دارد.

## زبان
مردم این روستا فارس هستند و به زبان فارسی صحبت می‌کنند.